# Putnam (Oklahoma)
Putnam és un poble dels Estats Units a l'estat d'Oklahoma. Segons el cens del 2000 tenia 46 habitants.

## Demografia
Segons el cens del 2000, Putnam tenia 46 habitants, 20 habitatges, i 16 famílies. La densitat de població era de 177,6 habitants per km².
Dels 20 habitatges en un 35% hi vivien nens de menys de 18 anys, en un 70% hi vivien parelles casades, en un 10% dones solteres, i en un 20% no eren unitats familiars. En el 20% dels habitatges hi vivien persones soles el 10% de les quals corresponia a persones de 65 anys o més que vivien soles. El nombre mitjà de persones vivint en cada habitatge era de 2,3 i el nombre mitjà de persones que vivien en cada família era de 2,56.
Per edats la població es repartia de la següent manera: un 21,7% tenia menys de 18 anys, un 0% entre 18 i 24, un 28,3% entre 25 i 44, un 34,8% de 45 a 60 i un 15,2% 65 anys o més.
L'edat mediana era de 44 anys. Per cada 100 dones de 18 o més anys hi havia 125 homes.
La renda mediana per habitatge era de 40.417 $ i la renda mediana per família de 42.083 $. Els homes tenien una renda mediana de 16.875 $ mentre que les dones 15.625 $. La renda per capita de la població era de 17.928 $. Cap de les famílies i el 3,4% de la població estaven per davall del llindar de pobresa.

## Poblacions més properes
El següent diagrama mostra les poblacions més properes.